# 감지금니대방광불화엄경 주본 권22
감지금니대방광불화엄경 주본 권22(紺紙金泥大方廣佛華嚴經 周本 卷二十二)는 대구광역시 남구 봉덕동에 있는 불경이다. 2020년 2월 10일 대구광역시의 유형문화재 제90호로 지정되었다.

## 지정 사유
우리나라 화엄종의 근본경전인『대방광불화엄경(大方廣佛華嚴經)』은 줄여서 '화엄경'이라고 부르기도 하며, 부처와 중생은 둘이 아니라 하나임을 기본 사상으로 하고 있다.
이 사경은 당나라의 실차난타(實叉難陀)가 번역한『화엄경』주본 80권 가운데 권22 승도솔천궁품(昇兜率天宮品)으로 세존이 도솔천궁으로 올라가는 과정을 기술한 것이다. 검푸른 색의 종이(紺紙)에 금색으로 정성스럽게 옮겨 쓴 것으로, 병풍처럼 펼쳐서 볼 수 있는 형태로 되어 있으며, 접었을 때의 크기는 세로 30.8㎝, 가로 10.9㎝이다.
권 앞부분에는 불경의 내용을 요약하여 묘사한 변상도(變相圖)가 금색으로 그려져 있고, 본문의 내용이 금색글씨로 정성껏 쓰여져 있다. 10개의 연화문으로 이루어진 표지화는 매우 드물고, 정확한 기록이 없어 만들어진 연대를 알 수 없지만 종이의 질이나 그림과 글씨의 솜씨 등으로 미루어 14세기 고려시대로 추정된다. 표지화의 독특함, 금자만으로 이루어진 점, 14세기 고려시대 사경이라는 점 등에서 문화재로서의 가치가 큰 자료이다.

## 참고 문헌
- 감지금니대방광불화엄경 주본 권22 - 국가유산청 국가유산포털